# Simmerath

Simmerath est une commune de Rhénanie-du-Nord-Westphalie (Allemagne), située dans l'Région urbaine d'Aix-la-Chapelle, dans le district de Cologne.

## Géographie

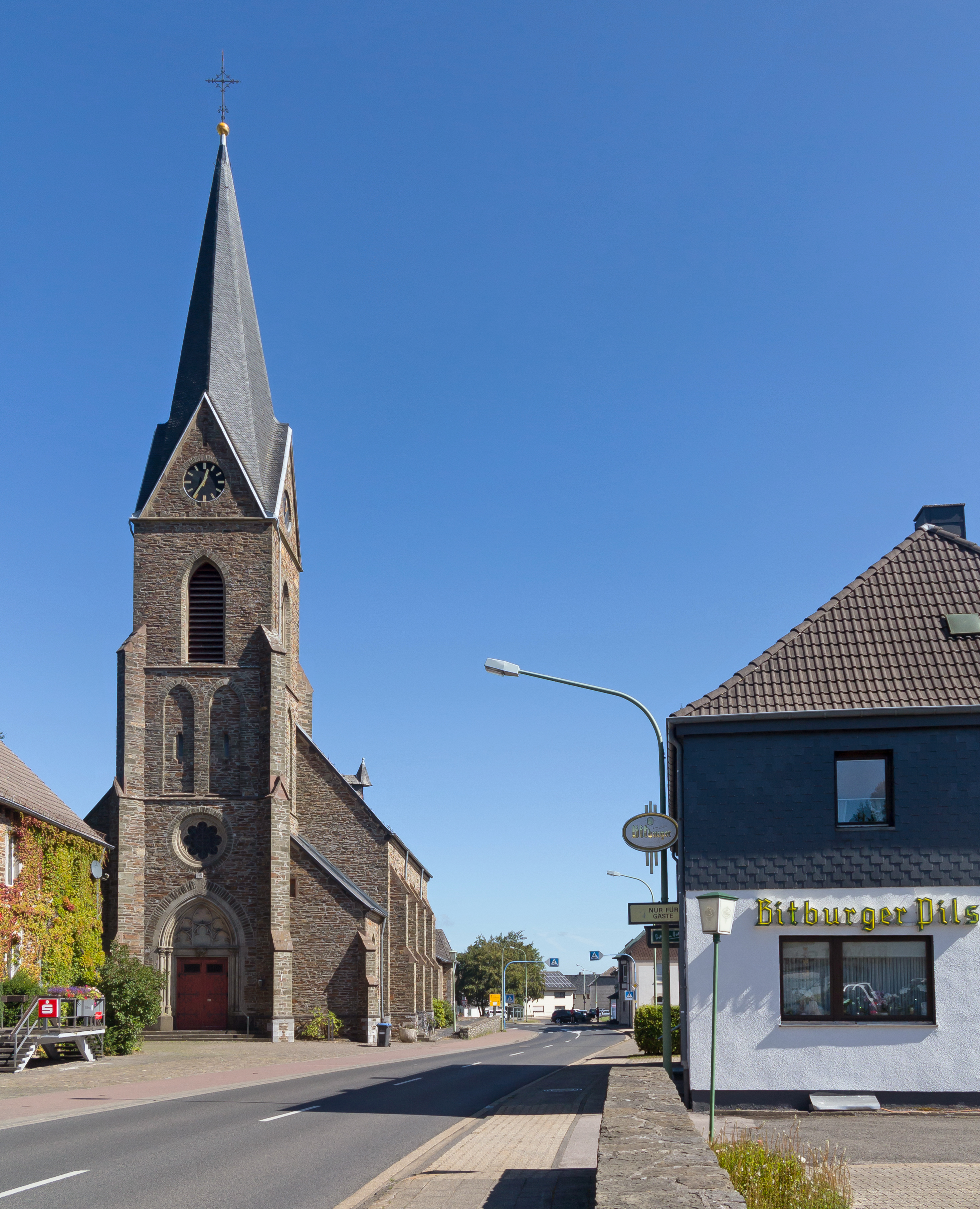
Lammersdorf, église

## Personnalités liées à la ville
- Marie Hélène Stollenwerk (1852-1900), religieuse née à Rollesbroich.
- Noah Katterbach (2001-), footballeur né à Simmerath.